# Dark Void
Dark Void est un jeu vidéo de tir à la troisième personne développé par Airtight Games et édité par Capcom, sorti en 2010 sur Xbox 360, PlayStation 3 et PC (Windows). Il a un jeu dérivé sur DSiWare : le jeu de plates-formes Dark Void Zero.

## Accueil
- Jeuxvideo.com : 11/20[1]